# Сорокин, Станислав Николаевич
Станисла́в Никола́евич Соро́кин (17 февраля 1941, Москва, СССР — 6 февраля 1991, Ногинск, СССР) — советский боксёр, мастер спорта СССР международного класса, бронзовый призёр Олимпийских игр 1964 года.

## Биография
Боксом Станислав Сорокин начинал заниматься в Ногинске, секция стадиона «Спартак» у тренера Владимира Горбунова. В дальнейшем тренировался в специализированной секции при ДК «Строитель» в городе Электросталь.
В 1961 и 1962 годах выступая в чемпионате СССР Сорокин становится бронзовым призёром. В 1963 году выиграл чемпионат СССР, побеждает на чемпиона Советского Союза ещё дважды: в 1964 и 1965 годах.
Выступая за сборную СССР на Олимпийских играх 1964 года в Токио, Станислав Сорокин завоевал бронзовую медаль.
В 1969 году, закончив спортивную карьеру Сорокин открыл в Ногинске первый специализированный зал бокса, филиал электростальской ДЮСШ олимпийского резерва.
Ушел из жизни после продолжительной болезни в 1991 году.
С 1994 года проводится турнир по боксу памяти Станислава Сорокина, с присвоением спортивного разряда кандидата в мастера спорта России.

## Выступления на чемпионатах СССР
- Москва 1961 — ;
- Киев 1962 — ;
- Москва 1963 — ;
- Хабаровск 1964 — ;
- Москва 1965 — ;